# 金拱镇
金拱镇，是中华人民共和国安徽省安庆市怀宁县下辖的一个乡镇级行政单位。

## 行政区划
金拱镇下辖以下地区：
七里社区、人形河社区、里仁村、王山村、西湖村、高湖村、黄马村、久远村、前楼村、双河村、白莲村和兴胜村。